# Klebsamengewächse
Die Klebsamengewächse (Pittosporaceae) sind eine Pflanzenfamilie innerhalb der Ordnung der Doldenblütlerartigen (Apiales). Die sechs bis neun Gattungen mit 200 bis 250 Arten sind in der Paläotropis verbreitet; das Zentrum der Artenvielfalt ist Australien (42 Arten).

## Beschreibung und Ökologie

### Erscheinungsbild und Blätter

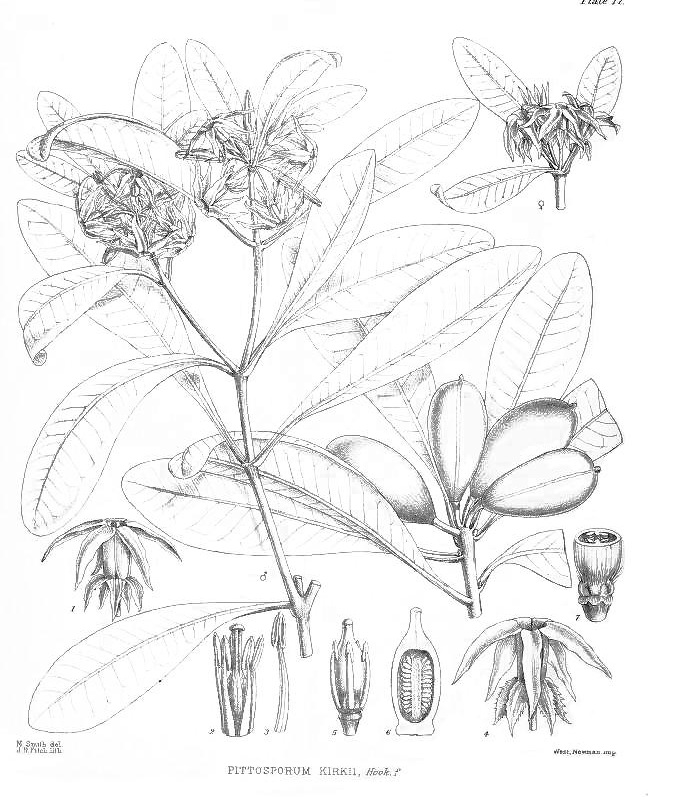
Illustration von Pittosporum kirkii

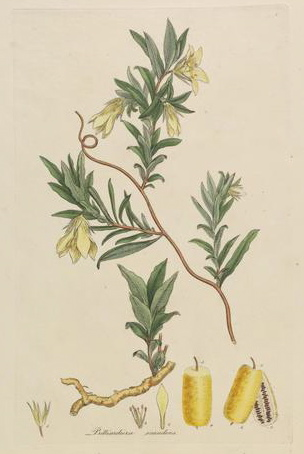
Illustration von Billardiera scandens

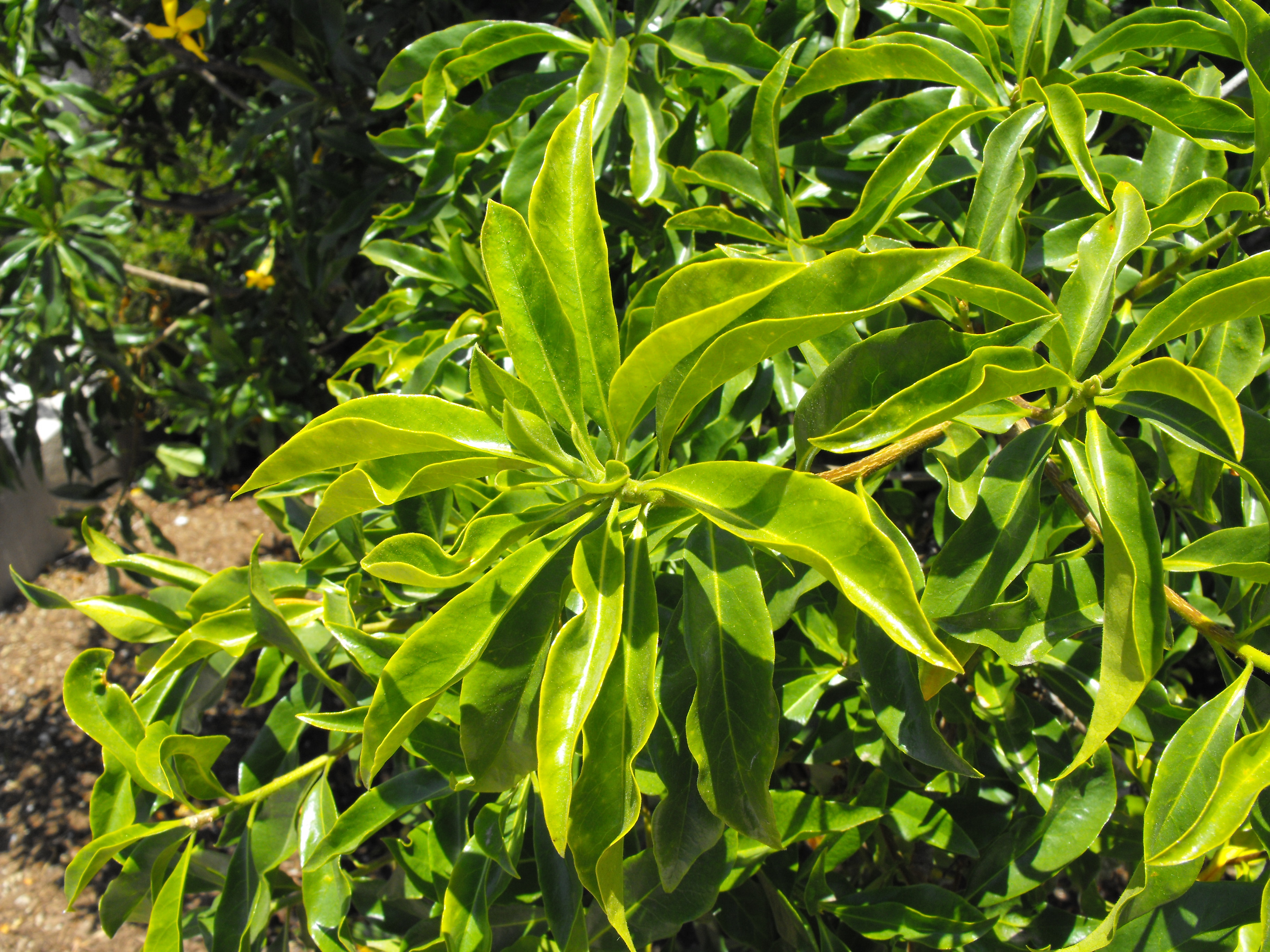
Zweige mit einfachen Laubblätter von Hymenosporum flavum

Es sind immer verholzende Pflanzen, die als Sträucher, Halbsträucher oder kleine Bäume oder Lianen wachsen. Sie sind meistens immergrün. Ein besonderes Merkmal der Klebsamengewächse sind die Harzgänge in der Rinde, die durch ein Auseinanderweichen der Zellen entstehen. Einige Arten enthalten farbigen Milchsaft. Die Pflanzenteile sind kahl oder fein behaart (Indument). Die Pflanzen sind oft mit Dornen bewehrt. Das sekundäre Dickenwachstum erfolgt durch einen konventionellen Kambiumring.
Die wechselständig und spiralig, an den jüngeren Zweigen aber oft so gedrängt angeordneten, dass sie quirlig erscheinen Laubblätter sind in Blattstiel und Blattspreite gegliedert. Die einfachen, häutigen bis meist ledrigen Blattspreiten besitzen eine Fieder- und Netznervatur. Der Blattrand ist meist ganz, selten gelappt oder gezähnt. Die meist paracytischen, selten cyclocytischen Stomata befinden sich oft auf einer Spreitenseite, meist auf der Blattunterseite. Bei vielen Arten besitzen die zerdrückten Laubblätter einen charakteristischen Geruch. Es sind keine Nebenblätter vorhanden.

### Blütenstände und Blüten
Die Blüten stehen manchmal auch einzeln, meist in zymösen, doldigen oder doldenrispigen, zusammengesetzten Blütenständen zusammen. Es sind Trag- und Deckblätter vorhanden.

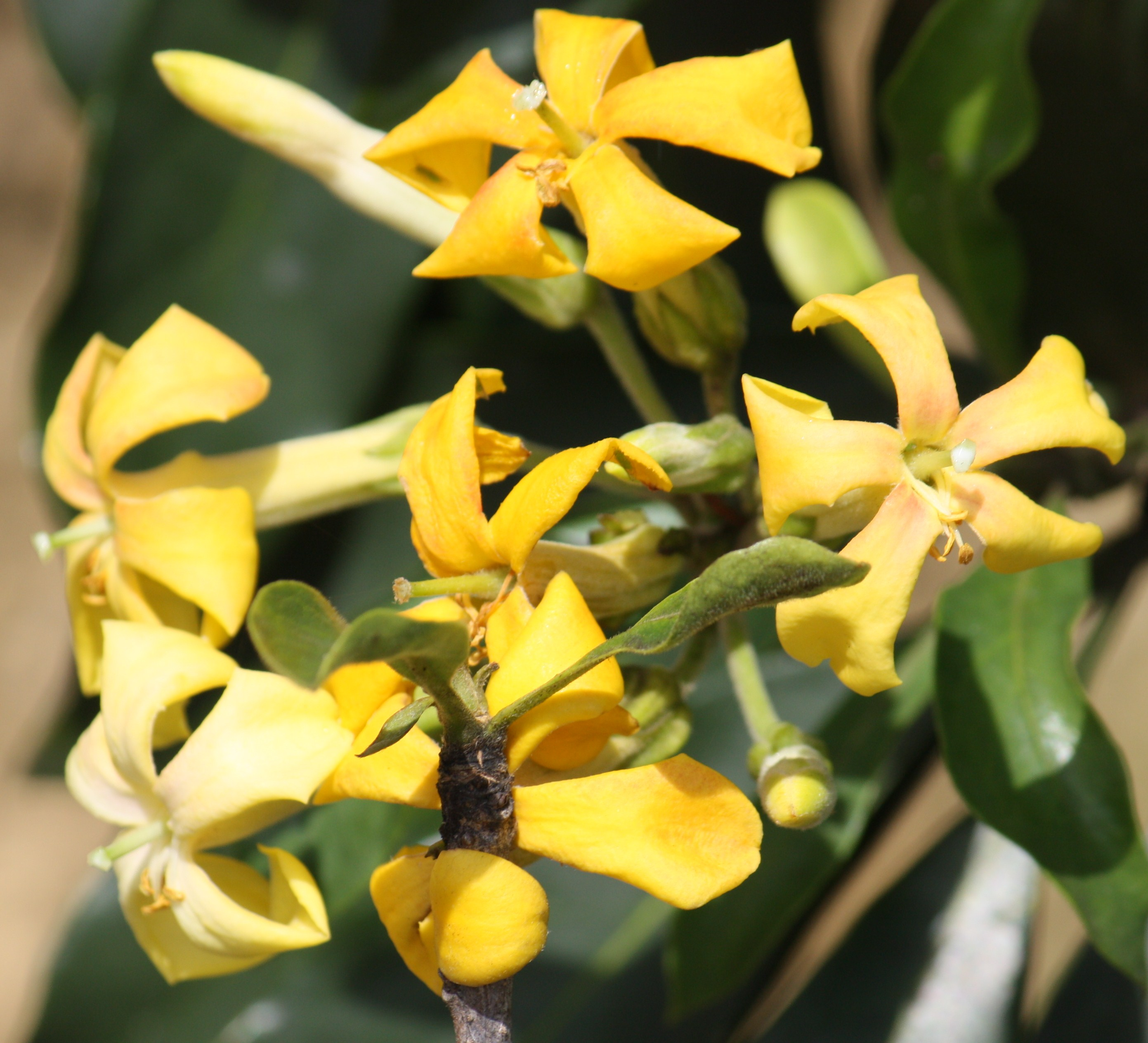
Blütenstand mit gelben, fünfzähligen Blüten von Hymenosporum flavum

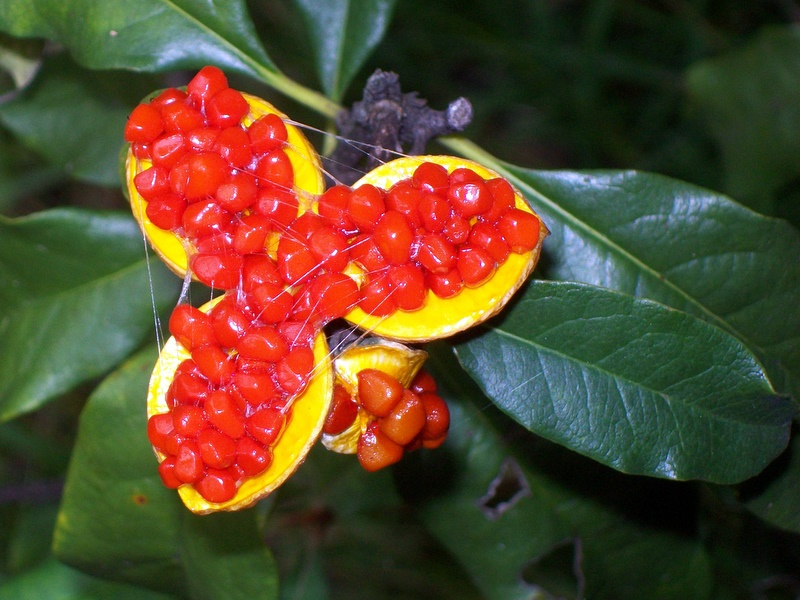
Geöffnete Frucht mit den Samen von Pittosporum revolutum; gut zu erkennen ist die Herkunft des Namens Klebsamen (Pittosporum)

Bei Pittosporum, Hymenosporum sowie Bursaria besitzen die Blüten einen süßlichen Duft. Die Blüten sind meist zwittrig, bei wenigen Arten kommt Polygamomonönzie vor. Die oft relativ großen Blüten sind mehr oder weniger radiärsymmetrisch und meist fünfzählig mit doppelter Blütenhülle. Die fünf Kelchblätter sind meist frei oder selten nur ihrer Basis verwachsen. Die fünf Kronblätter sind oft auf einem Teil ihrer Länge zu einer Kronröhrer verwachsen, beispielsweise bei Cheiranthera sind sie vollständig frei. Die Farben der Kronblätter reichen von weiß bis gelb und rot oder blau. Es ist nur der äußere Kreis mit fünf fertilen Staubblättern vorhanden. Bei den Arten mit Kronröhren sind die relativ langen Staubfäden teilweise verwachsen. Die Staubbeutel sind meist frei und öffnen sich meist mit einem Längsschlitz, nur bei Cheiranthera mit Poren an ihren oberen Enden. Zwei oder drei, selten bis zu fünf Fruchtblätter sind zu einem (synkarpen) oberständigen, ein- bis zwei-, selten mehrkammerigen Fruchtknoten verwachsen; manchmal ist die Verwachsung nicht vollständig. Jede Fruchtknotenkammer enthält einen bis viele anatrope Samenanlagen. Der relativ kurze Griffel besitzt manchmal fünf Drüsen. Die Narbe ist meist gerundet.

### Früchte und Samen
Sie bilden fleischige bis faserige Beeren oder trockene, lokulizide Kapselfrüchte. Häufig springen die Kapselfrüchte mit Klappen auf und präsentieren das farbige, klebrige Fruchtfleisch, um Vögel zum Fressen der darin enthaltenen Samen anzuregen. Je Fruchtfach enthalten die Früchte selten nur einen, meist einige Samen. Nur bei Hymenosporum sind die Samen geflügelt. Die Samenschale (Testa) ist dünn, das ölhaltige Endosperm gut entwickelt und der Embryo relativ klein, aber gut entwickelt.

### Chemische Merkmale
Aus der Familie Pittosporaceae ist eine Fülle von Inhaltsstoffen bekannt. Für die Chemosystematik besonders bemerkenswert ist das Vorkommen von Polyinen (Polyacetylenen), die die Verwandtschaftsbeziehung zur Ordnung der Apiales untermauern sowie das Fehlen von Petroselinsäure, das die Separierung der Familie Pittosporaceae von den Familien Apiaceae und Araliaceae bestätigt.

## Systematik und Verbreitung

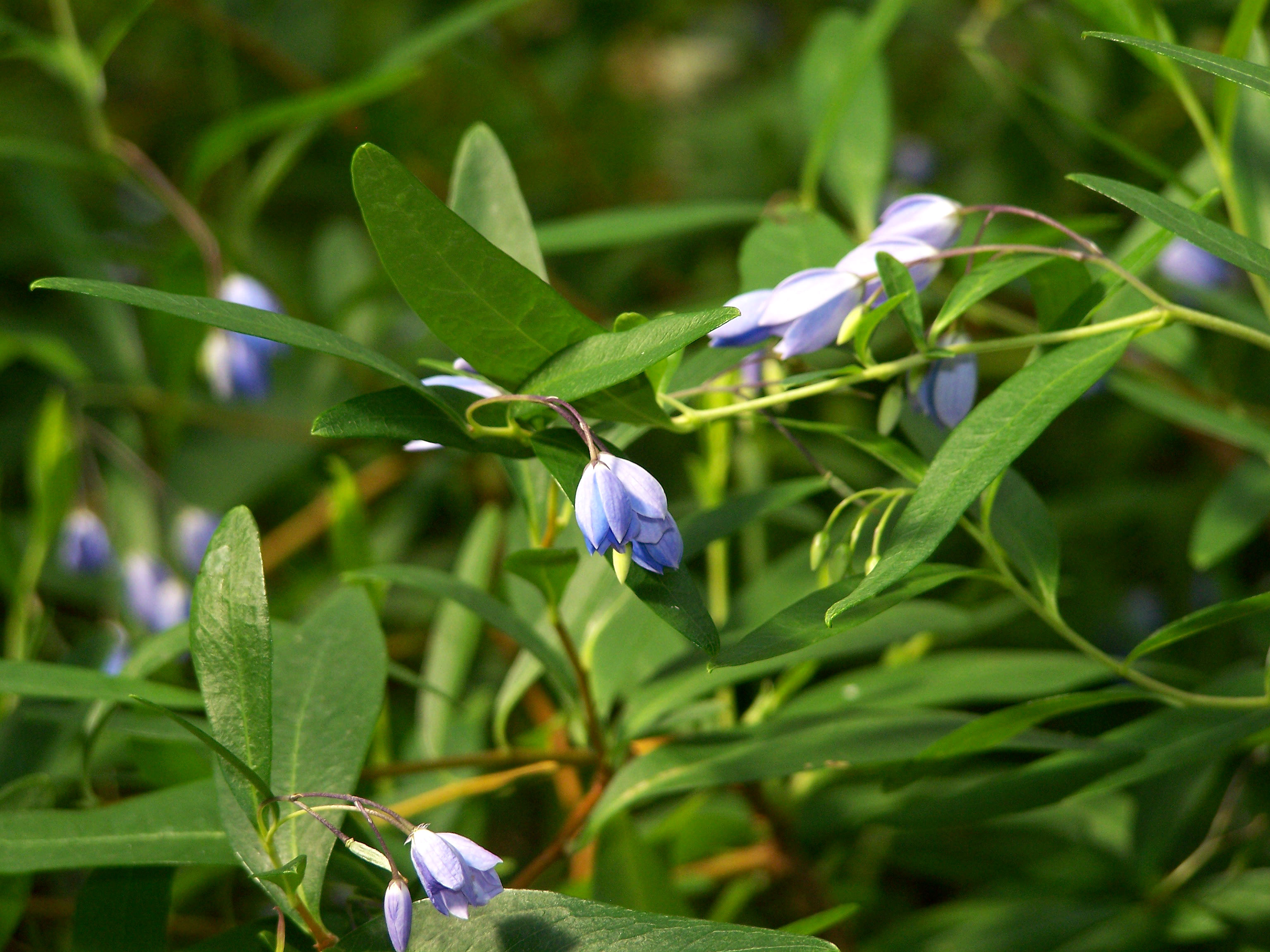
Laubblätter und Blüten von Billardiera heterophylla, Syn.: Sollya heterophylla

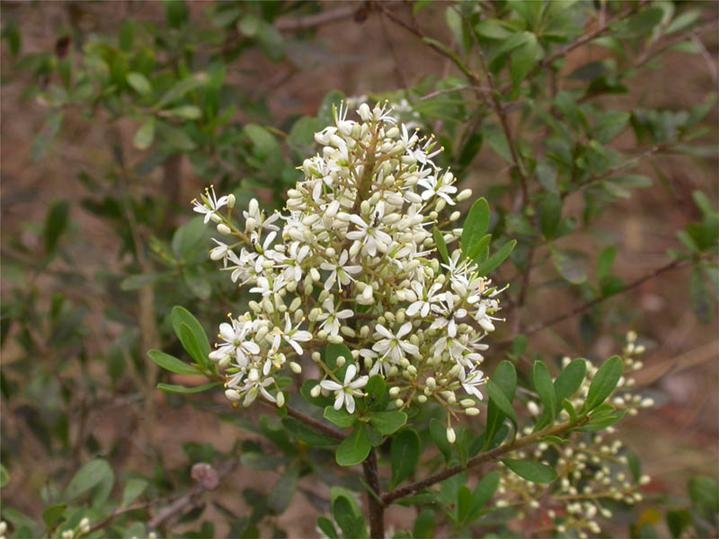
Blütenstand von Bursaria spinosa

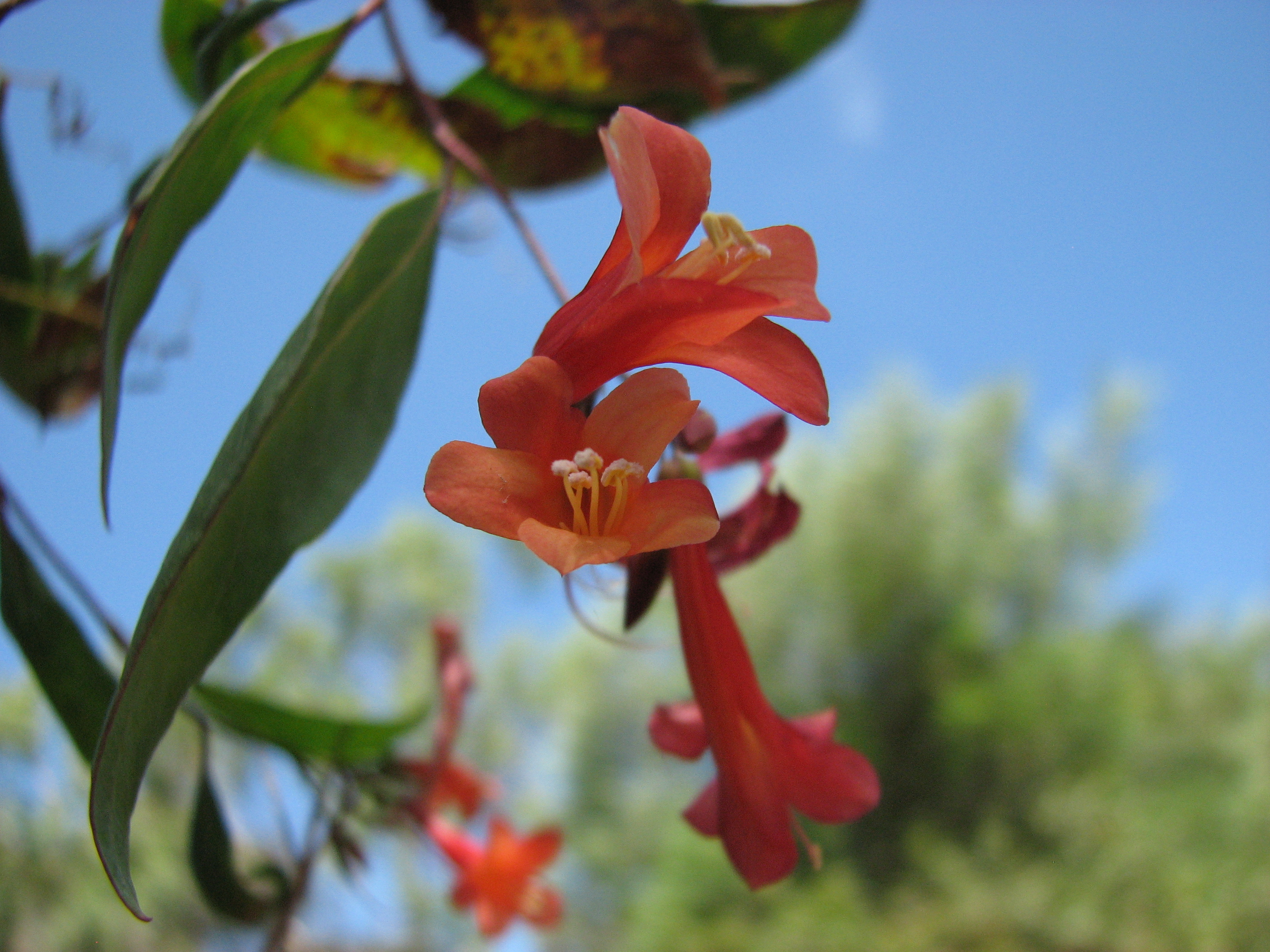
Blüten von Marianthus erubescens

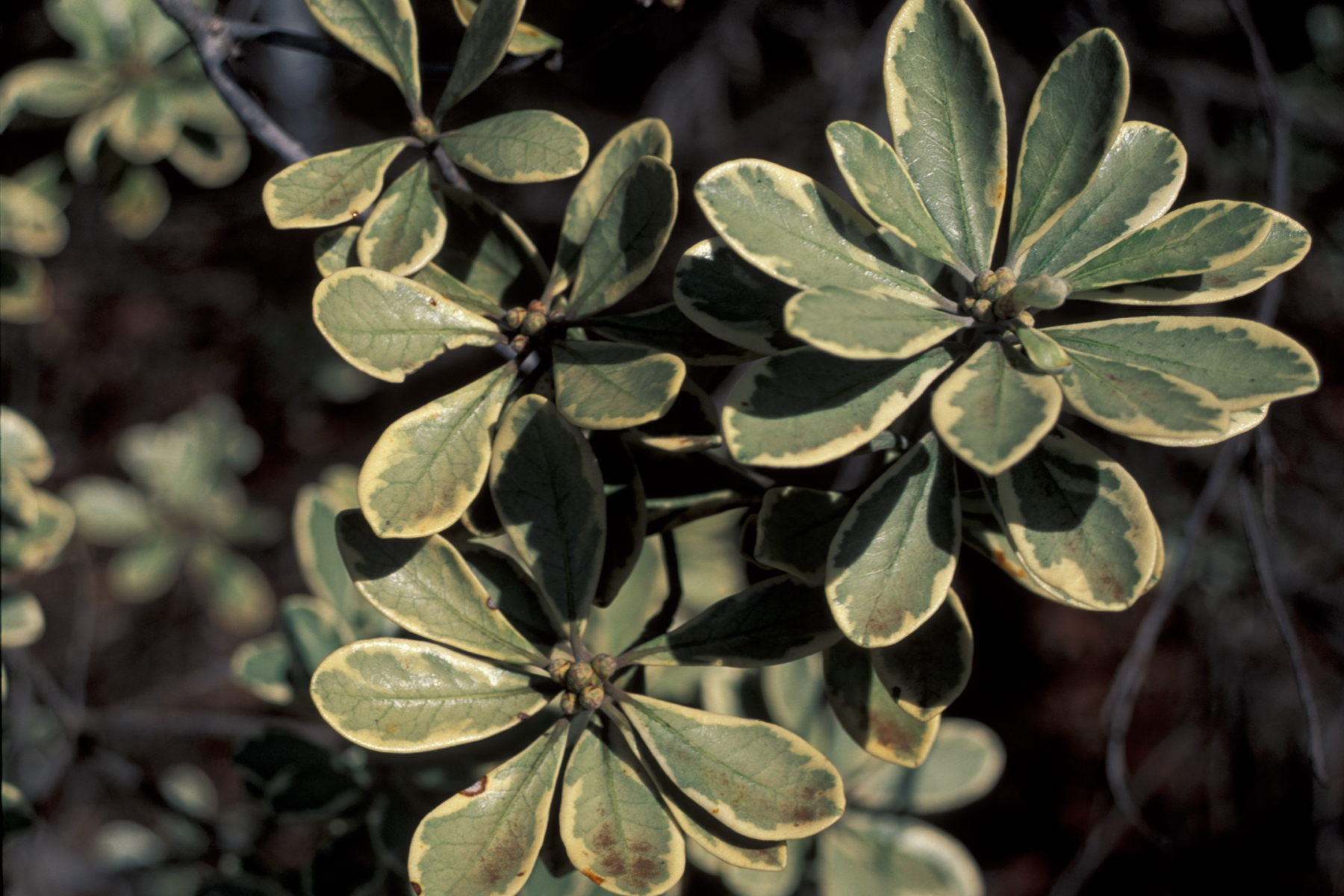
Panaschierte Sorte von Pittosporum crassifolium

Die Familie Pittosporaceae wurde durch Robert Brown in Matthew Flinders: A Voyage to Terra Australis, App. III, 1814, S. 65–74 aufgestellt. Typusgattung ist Pittosporum Banks ex Gaertn. Der deutsche Trivialname und der wissenschaftliche Gattungsname der Typusgattung Klebsamen (Pittosporum) beziehen sich auf den klebrigen Schleim, in dem die Samen eingebettet sind; Pittosporum leitet sich von den griechischen Wörtern pítta für Schleim und spérma für Samen ab.
Die meisten Arten der Familie Pittosporaceae kommen in Australien vor. Die anderen findet man im tropischen und subtropischen Asien, Malesien, Afrika (einschließlich der Kanaren und Madagaskar) und Neuseeland. Diese Familie fehlt in der Neuen Welt.
Die Familie der Klebsamengewächse (Pittosporaceae) enthält sechs bis neun Gattungen mit etwa 200 bis 250 Arten. Bis auf die Gattung Klebsamen (Pittosporum) enthalten die Gattungen oft nur wenige Arten:
- Bentleya E.M.Benn.: Die nur zwei Arten kommen nur im australischen Bundesstaat Western Australia vor:
  - Bentleya diminuta Crisp & J.M.Taylor: Sie ist in Western Australia beheimatet.
  - Bentleya spinescens E.M.Benn.: Diese gefährdete Art ist in Western Australia beheimatet.
- Billardiera Sm. (Syn.: Labillardiera Schult., Pronaya Hügel ex Endl., Rhytidosporum F.Muell.,  Sollya  Lindl.): Die etwa 25 Arten sind alle in Australien heimisch.
  - Billardiera scandens Sm.: Aus dem östlichen Australien.
- Bursaria Cav.: Die sechs bis sieben Arten sind in Australien verbreitet.
- Cheiranthera A.Cunn. ex Brongn.: Die acht bis zehn Arten sind in Australien verbreitet.
- Hymenosporum R.Br. ex F.Muell. (Syn.: Pittosporum sect. Hymenosporum (R.Br. ex F.Muell.) Baill.): Mit der einzigen Art:[8]
  - Hymenosporum flavum (Hook.) F.Muell.: Sie ist in New South Wales und Queensland sowie in Neuguinea beheimatet.[9]
- Marianthus Hügel ex Endl. (Syn.: Oncosporum Putt., Rhytidosporum F.Muell., Calopetalon Harv.): Die 14 bis Arten sind in Australien verbreitet.[10]
- Klebsamen (Pittosporum Banks ex. Soland., Syn.: Auranticarpa L.Cayzer, Crisp & I.Telford, Chelidospermum Zipp. ex Blume, Citriobatus A.Cunn. ex Putt., Glyaspermum Zoll. & Moritzi, Ixiosporum F.Muell., Pseuditea Hassk., Senacia Lam., Senacia Comm. ex DC., Shoutensia Endl.): Die 140 bis 150 Arten sind von Afrika und Madagaskar (neun Arten)[11] über Pazifische Inseln bis ins südliche Asien und Australien (elf Arten)[1] verbreitet.[12] In China gibt es 46 Arten, 33 davon nur dort.[2]

## Nutzung
Einige Pittosporum-Arten werden als Zierpflanzen verwendet.